# Андреева, Анна Семёновна
А́нна Семёновна Андре́ева (июнь 1915, Пенза — 1997) — советская легкоатлетка. Заслуженный мастер спорта СССР (1948).

## Биография
Родилась и жила в Пензе.
Окончила школу ФЗУ при Пензенском трубочном заводе. В 1936 году переехала в Москву.
Выступала за московские спортивные общества «Водник» (по 1941), «Динамо» (с 1942).
Чемпионка Европы 1950 года в толкании ядра; в том же году первой в мире толкнула ядро за 15 м. 4-кратная чемпионка СССР (1938, 1948—1950); результата, с которым она стала чемпионкой СССР 1948 года (14,44 м), было бы достаточно для завоевания золотой медали Олимпийских игр 1948 года, где победила Мишлин Остермейер (13,75 м).
Результаты Андреевой многократно входили в десятку лучших результатов сезона в мире в толкании ядра (1936—1937, 1939—1955), а 2 раза она была лидером мирового сезона (1950—1951).

## Спортивные достижения

### Соревнования
|       | Толкание ядра | Толкание ядра | Метание диска | Метание диска |
| Место | Результат     | Место         | Результат     |               |
| ----- | ------------- | ------------- | ------------- | ------------- |
| 1950  | чемпионка     | 14,32 м       | 10-е место    | 36,26 м PB    |

|       | Толкание ядра | Толкание ядра |
| Место | Результат     |               |
| ----- | ------------- | ------------- |
| 1938  | чемпионка     | 12,44 м       |
| 1939  | 2-е место     | 12,44 м       |
| 1940  | 2-е место     | 12,37 м       |
| 1943  | 3-е место     | 11,81 м       |
| 1944  | 2-е место     | 12,55 м       |
| 1945  | 2-е место     | 13,06 м       |
| 1946  | 2-е место     | 13,54 м       |
| 1947  | 3-е место     | 13,27 м       |
| 1948  | чемпионка     | 14,44 м       |
| 1949  | чемпионка     | 14,51 м       |
| 1950  | чемпионка     | 14,60 м       |
| 1951  | 2-е место     | 14,13 м       |

### Рекорды
```
толкание ядра      15,02     
WR*
      9.11.1950   
Плоешти
 (Румыния)     
Первая в истории — лучше 15 м.
```

## Награды
- Медаль «За трудовую доблесть» (27.04.1957) — «за успехи, достигнутые в деле развития массового физкультурного движения в стране, повышения мастерства советских спортсменов, и успешное выступление на международных соревнованиях»